# Plectreurys misteca
Plectreurys misteca is een spinnensoort uit de familie Plectreuridae. De soort komt voor in Mexico.